# 比利亚洛沃斯 (萨莫拉省)
比利亚洛沃斯，是西班牙卡斯蒂利亚-莱昂萨莫拉省的一个市镇。 总面积43平方公里，总人口312人（2001年），人口密度7人/平方公里。